# Micropholis compta
Micropholis compta là một loài thực vật thuộc họ Sapotaceae. Đây là loài đặc hữu của Brasil.